# Гулиев, Матлаб Кямран оглы
Матлаб Кямран оглы Гулиев (азерб. Mətləb Kamran oğlu Quliyev; 9 января 1959 — 31 августа 1992) — офицер Вооружённых сил Республики Азербайджан, Национальный Герой Азербайджана (1992, посмертно).

## Биография
Родился Матлаб Гулиев 9 января 1959 года в Бейлаганском районе. общее среднее образование получил обучаясь в средней общеобразовательной школе № 3 Бейлаганского района Азербайджанской ССР. Затем его семья переехала в город Сумгаит. Здесь он продолжил своё образование, учился до восьмого класса в общеобразовательной школе № 13. По окончании школы прошёл военную подготовку в военном училище имени генерала Джамшида Нахичеванского. Был призван в ряды Советской армии, служил на территории Украины. После увольнения в запас поступил учиться в Азербайджанский государственный педагогический институт. В высшем учебном заведение был награждён знаком «Отличник образования». В 1985 году стал работать учителем военной подготовки в школе № 3 города Сумгаита. С 1992 года переходит на работу в органы Министерства внутренних дел Азербайджана.
Был женат, воспитывал двоих детей — сына и дочь.

### Первая карабахская война
Матлаб Гулиев часто выезжал на фронт, принимал участие в боевых действиях на стороне Азербайджанских войск.
31 августа 1992 года в Агдамском районе шли тяжёлые бои. Противником было захвачено несколько высот. Огнём из пулемета Гулиев нанёс существенный урон врагу в живой силе. Заметив, что боеприпасы у Гулиева закончились, армянские солдаты окружили его и стали вести по нему прицельный огонь. В этом бою Матлаб Гулиев погиб.

## Память
Указом президента Азербайджанской Республики № 290 от 6 ноября 1992 года старшему лейтенанту Гулиеву Матлабу Кямран оглы было присвоено звание Национального Героя Азербайджана (посмертно).
Похоронен в Аллее Шехидов города Баку.
- Школа № 3 города Сумгаита носит имя Матлаба Гулиева.
- Перед зданием школой установлен бюст.
- На доме, где жил Гулиев установлена мемориальная доска.
- Его именем назван фонтан.